# سرخ‌آباد (طارم)
سرخ‌آباد یک منطقهٔ مسکونی در ایران است که در دهستان چورزق واقع شده‌است. سرخ‌آباد ۲۶۲ نفر جمعیت دارد.